# Dalembertia
Dalembertia es un género de plantas con flores perteneciente a la familia Euphorbiaceae. Es originario de México a Guatemala.

## Taxonomía
El género fue descrito por Henri Ernest Baillon y publicado en Étude générale du groupe des Euphorbiacées 545. 1858. La especie tipo es: Dalembertia populifolia Baill.

## Especies aceptadas
A continuación se brinda un listado de las especies del género Dalembertia aceptadas hasta octubre de 2012, ordenadas alfabéticamente. Para cada una se indica el nombre binomial seguido del autor, abreviado según las convenciones y usos.
- Dalembertia hahniana 	Baill.
- Dalembertia platanoides Baill.
- Dalembertia populifolia Baill.
- Dalembertia triangularis Müll.Arg.